# Kakemono

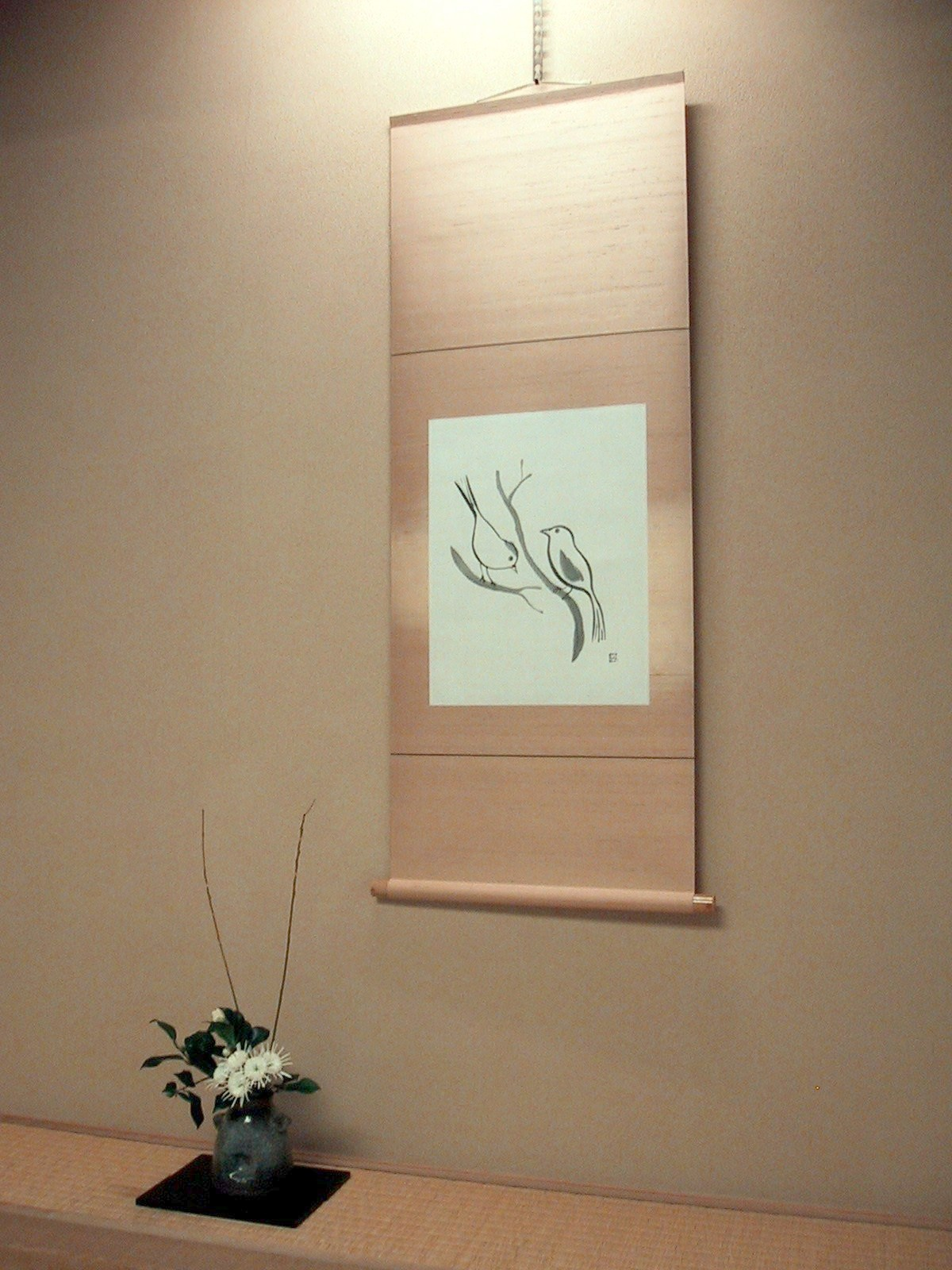
Un kakemono en la pared de un tokonoma junto a un Ikebana.

El kakemono (掛け物), en el arte japonés, es un objeto que se cuelga de la pared, generalmente una pintura o caligrafía. Se cuelga de forma alargada en sentido vertical, en un muro o en el interior de un tokonoma. El soporte sobre el que se realiza la obra de arte puede ser de papel o seda. En sus extremos se encuentran unos cilindros fijos, llamados jiku, que ayudan a mantener su superficie tersa y plana, al tiempo que permiten que sea enrollado para su almacenaje. 
A diferencia del makimono, que se despliega en sentido lateral, el kakemono lo hace en sentido vertical como parte de la decoración interior de una habitación. Tradicionalmente se sitúan en el interior de un tokonoma. Cuando se expone en un chashitsu, estancia donde se desarrolla la ceremonia del té, la elección del kakemono y del arreglo floral ayudan a establecer la ambientación espiritual de la ceremonia. En contraste con el biombo o shohekiga, el kakemono puede ser fácil y rápidamente cambiado para adaptarse a la estación del año o a la ocasión.
Los orígenes del kakemono se sitúan en la China de la dinastía Tang (siglos VII-IX). Esta forma de presentar las obras de arte probablemente se desarrolló a partir de los sutras montados sobre estructuras parecidas. El culto de murales, que llegó a la dinastía Tang desde el Tíbet, también influyó en este proceso, ya que este formato hacía las copias más fáciles de llevar. Posteriormente fue introducido en Japón durante el período Heian de manos del budismo esotérico. Inicialmente el kakemono llevaba representaciones budistas para su veneración, o bien como forma de exponer caligrafía o poesía. Durante el período Kamakura se volvió más común. A partir del período Muromachi, debido a la influencia del budismo zen, el kakemono se vio relacionado con la ceremonia del té, mientras que los temas más representados fueron paisajes, flores y pájaros, así como retratos y poesía. Con el tiempo pasó a ser más apreciado como obra de arte que como imagen de culto.
Inicialmente el kakemono se colgaba en una posición central en el interior de la sala principal de un templo zen (butsuden), el principal edificio de un santuario budista (hondou) o en la partición de una de las paredes principales. Los kakemono también se situaban en las paredes de otras salas del butsuden y, posteriormente, en las residencias de los nobles o de gente acomodada. Con el establecimiento del estilo residencial palatino de la arquitectura shoin, el kakemono encontró su situación definitiva en el tokonoma, donde la imagen del rollo colgado y de la fornícula se complementan la una a la otra.
En la actualidad los kakemono pueden contener caligrafías y pinturas de todo tipo de género, incluyendo estampas ukiyo-e. En este caso el kakemono recibe el nombre de kakemono-e. Hay dos estilos de kakemono: si la anchura es más corta que la altura se llama tatejiku; si la anchura es más grande que la altura recibe el nombre de yokojiku. En un tokonoma también pueden exhibirse un conjunto de kakemonos: un par de kakemonos se llama soufuku, un tríptico recibe el nombre de sampukutsui o bien kakejiku, un conjunto de cuatro yonpukutsui, y también hay conjuntos de seis, ocho y doce kakemonos. Cuando el kakemono no está expuesto, se enrolla alrededor del jiku inferior, y el cordel del jiku superior -que sirve para colgarlo-, se utiliza para mantenerlo enrollado. En la parte posterior del kakemono, cerca del jiku superior, se encuentra a menudo indicado el nombre del autor, a veces el objeto representado, y el nombre y sello del coleccionista.